# Ingo Appelt

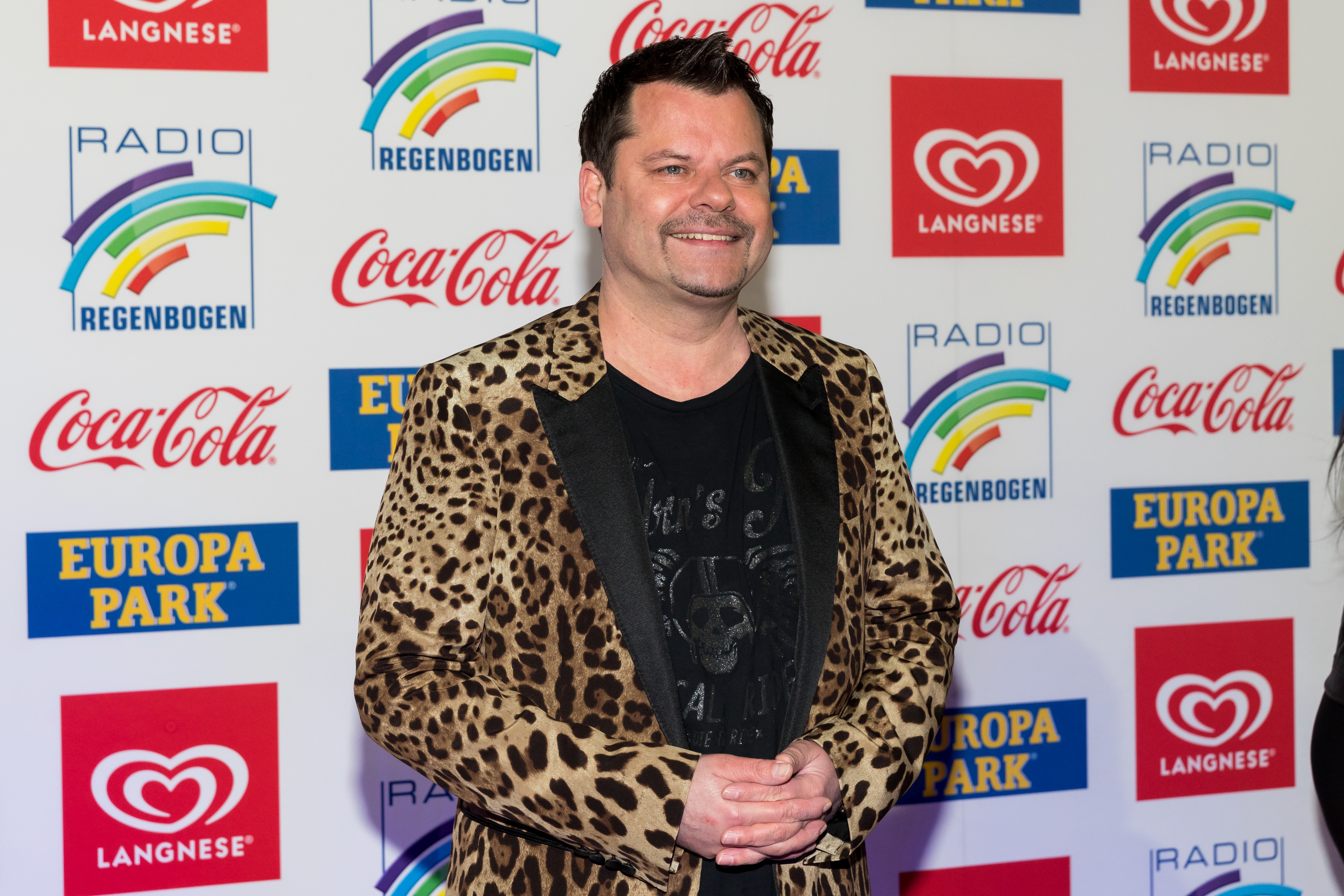
Ingo Appelt (2018)

Ingo Appelt (* 20. April 1967 in Essen) ist ein deutscher Komiker.

## Leben

### Herkunft und Ausbildung
Appelt ist der Sohn von Inka Appelt, die sich von seinem Vater Wilhelm Appelt trennte und dann von 1969 bis 1980 mit dem Fußballspieler Günter Fürhoff verheiratet war. Ingo Appelt lebte zwischen dem 11. und 26. Lebensjahr in Würzburg. Nach der Schule absolvierte er eine Ausbildung zum Maschinenschlosser bei Siemens. Er engagierte sich gewerkschaftlich bei der IG Metall und wurde später deren hauptamtlicher Bildungsreferent  in Würzburg.

### Berufliche Laufbahn
1989 hatte er seinen ersten Auftritt auf der Bundesjugendkonferenz der IG Metall, seit 1993 ist er hauptberuflich Komiker. Einem breiteren Publikum wurde er als Gast in der RTL Nachtshow, bei RTL Samstag Nacht, im Quatsch Comedy Club auf ProSieben und mit einem Auftritt beim Arosa Humor-Festival vertraut. Bekannt wurde er durch die Parodie des damaligen Verteidigungsministers Rudolf Scharping (SPD) sowie anderer Prominenter wie Helmut Kohl, Michael Mittermeier, Gerhard Schröder, Til Schweiger und Herbert Grönemeyer. Er gilt als ein Vertreter des schwarzen Humors.
Später kam er mit einer eigenen wöchentlichen Ingo Appelt Show zu ProSieben, die Ende November 2000 nach elf von 13 geplanten Folgen aufgrund schlechter Einschaltquoten und „geschmacklicher Entgleisung“ abgesetzt wurde. In der letzten gezeigten Ausgabe wurden u. a. Kinderpuppen umgekegelt und auf eine Torwand geschossen. Daraufhin wurde es um ihn ruhig. Es folgte eine Tournee, und ab 2002 wurden seine Fernsehauftritte wieder häufiger.
Im September 2006 wurde er neuer Anchorman der RTL-Comedyshow Freitag Nacht News. Da die Einschaltquoten der Show jedoch stark zurückgingen, wurde sie bereits am 29. Dezember desselben Jahres abgesetzt. In der ProSieben-Märchenadaption von Hans im Glück, die im Rahmen der Sendereihe Die Märchenstunde produziert wurde, spielte Appelt eine der Hauptrollen an der Seite von Christian Ulmen, Nora Tschirner und Märchenerzähler Thomas Fritsch. Die Erstausstrahlung von Hans im Glück – Tauschrausch im Märchenwald war im September 2006 auf ProSieben. In der Folge Schneewittchen – 7 Zipfel und ein Horst, die 2007 in der 4. Staffel lief, war er als Jäger zu sehen.
Ab Mai 2007 moderierte er als Nachfolger von Heinz Gröning die zweite Staffel der Comedy-Talkshow u. A. w. g. – um Antwort wird gebeten auf Comedy Central. In dem Film African Race – Die verrückte Jagd nach dem Marakunda, der im Januar 2008 von RTL ausgestrahlt wurde, spielte er eine Nebenrolle. Im April und Mai 2008 war er in einigen Folgen der ProSieben-Sendung Noch Besserwissen – Die große Show des unnützen Wissens zu sehen. Ab Januar 2010 moderierte er die RTL-2-Comedysendung Fun Club – Comedystars live.

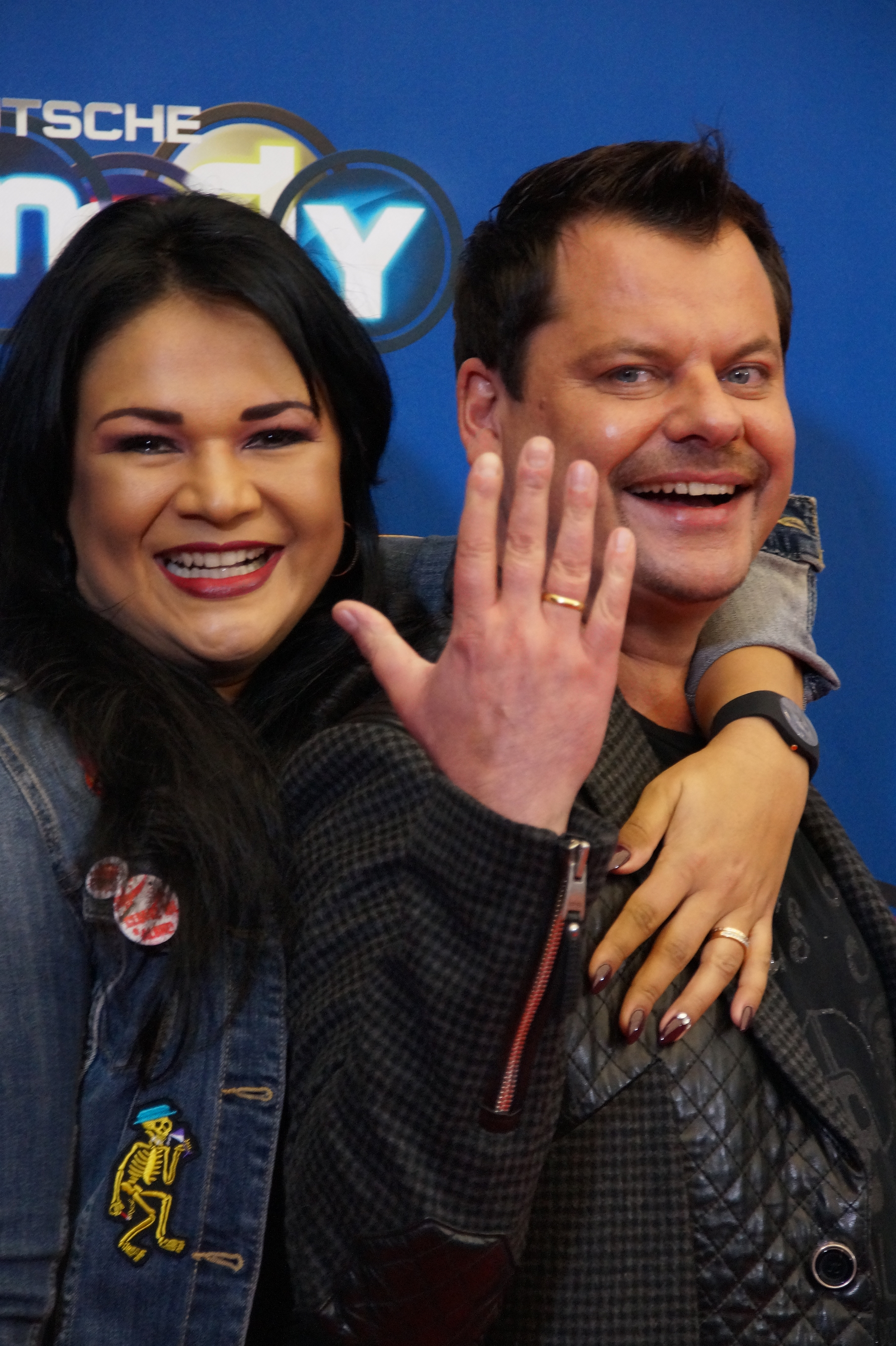
Ingo Appelt und seine Frau Sonia Guha-Thakurta beim Comedypreis 2016 in Köln

Appelt war Mitglied der 15. Bundesversammlung, die am 18. März 2012 zusammentrat und Joachim Gauck zum deutschen Bundespräsidenten wählte. Im August 2012 wurde bekannt, dass Appelt im Visier der Düsseldorfer al-Qaida-Zelle stand. Bei der Auswertung von Unterlagen seien die Namen von Prominenten gefunden worden, die als mögliche Anschlagsziele dienen sollten, darunter auch Appelt.
Ab Mai 2013 tourte er mit dem Bühnenprogramm Göttinnen. Seit Oktober 2013 ist er in der Fernsehshow Mario Barth deckt auf! zu sehen, in der er gemeinsam mit Mario Barth Fälle von angeblicher Steuerverschwendung präsentiert. Von Oktober 2014 bis Januar 2024 war Appelt Moderator der BR-Sendung Kabarett aus Franken. Seit 2015 war er mit seinem Bühnenprogramm Besser … ist besser deutschlandweit auf Tour.
Im September 2020 ging Appelt mit seinem neuen Programm Der Staats-Trainer auf Tour.

### Persönliches
Ingo Appelt heiratete im Juni 2016 in Las Vegas Sonia Guha-Thakurta. Sie ist die Barchefin des Quatsch Comedy Clubs in Berlin. Den Heiratsantrag machte er ihr bei der Verleihung des Deutschen Comedypreises 2015 von der Bühne aus, nachdem er sich für die erhaltene Auszeichnung für die Beste Comedyshow bedankt hatte.
Appelt ist Mitglied der SPD.

## Diskografie

### Singles
- 2000: Tanz für mich (mit Aquagen)

### Alben
- 1997: Der Abräumer
- 1998: Feuchte Seite
- 2004: Schlicht Böse (nie öffentlich erschienen, aber im Umlauf)
- 2004: Superstar
- 2008: Männer muss man schlagen
- 2011: Frauen sind Göttinnen – Wir können nur noch beten
- 2017: Besser ... ist besser (Live Do-CD)

### Videoalben
- Quatsch Comedy Club – Das Beste Vol. 1, 2000 (DVD)
- African Race, 2007 (DVD)
- Ingo Appelt: Männer muss man schlagen, 2008 (DVD)
- RTL Samstag Nacht: 1993–1998, 2010 (DVD) & 2015 (Blu-ray)
- Nightwash – 10 Jahre, 2011 (DVD)
- Laurel & Hardy: Die komische Liebesgeschichte von Dick & Doof Their Lives And Magic, 2012 (DVD)
- 20 Jahre Quatsch Comedy Club, 2012 (DVD)

## Bücher
- 2008: Männer muss man schlagen. Rowohlt, Reinbek, ISBN 978-3-499-62380-6

## Filmografie
- 2008: Morgen, ihr Luschen! Der Ausbilder-Schmidt-Film

## Auszeichnungen
- 2017: Das große Kleinkunstfestival – Berlin-Preis
- 2018: Recklinghäuser Hurz, Heimat-Hurz
- 2018: Radio Regenbogen Award für Comedy 2017